# CRAZY FOR YOU (漫画)
『CRAZY FOR YOU』（クレイジー・フォー・ユー）は、椎名軽穂による日本の漫画作品。
『別冊マーガレット』（集英社）2003年8月号から2005年6月号まで連載されていた。単行本全6巻、文庫本全3巻。

## あらすじ
女子高に通う高村幸。天然で、鈍くさくて、もちろん男慣れもしていない。
そんな幸が、合コンで女ったらしで有名なユキに恋をした。「女の子≠友達」という考えのユキだが、なぜか「さっちゃんだけはだめ」と言われてしまう。それでも諦められない幸の前途多難な恋に、幸とユキ、それぞれの親友たちの関係も絡んでくる。交錯する5人の恋の行方は……。

## 書誌情報

### 単行本
- 椎名軽穂 『CRAZY FOR YOU』 集英社 〈マーガレットコミックス〉、全6巻
  1. 2004年1月23日発売[1]、ISBN 4-08-847708-1
  2. 2004年6月25日発売[2]、ISBN 4-08-847755-3
  3. 2004年10月25日発売[3]、ISBN 4-08-847792-8
  4. 2005年2月25日発売[4]、ISBN 4-08-847830-4
  5. 2005年6月24日発売[5]、ISBN 4-08-847867-3
  6. 2005年10月25日発売[6]、ISBN 4-08-847899-1
    - ナンバー9

### 文庫本
- 椎名軽穂 『CRAZY FOR YOU』 〈集英社文庫〉、全3巻
  1. 2013年2月19日発売[7]、『別冊マーガレット』2003年8月号 - 2004年3月号、ISBN 978-4-08-619418-1
  2. 2013年2月19日発売[8]、『別冊マーガレット』2004年4月号 - 11月号、ISBN 978-4-08-619419-8
  3. 2013年3月19日発売[9]、『別冊マーガレット』2004年12月号 - 2005年6月号、ISBN 978-4-08-619420-4

## ドラマCD
- 原案:椎名軽穂 『ドラマCD CRAZY FOR YOU』[注 1]、発売元:株式会社イーエス・エンターテインメント、販売元:キングレコード株式会社
  - 2005年3月24日発売、商品番号:KICA-1357、EAN:49-88003308452、ISBN 4-87727-277-1
    1. 第1話
    2. 第2話
    3. 第3話
    4. 第4話
    5. 第5話

### 登場人物
声はドラマCDで声を演じた声優の名前である。
高村 幸（たかむら さち）
声：松来未祐
純粋だけが取り柄の女の子。ユキに恋をし、懸命にアプローチする。
宮本 幸浩（みやもと ゆきひろ）
声：岩田光央
通称・ユキ。中学生の頃、朱美と付き合っていた。
堀田 朱美（ほった あけみ）
声：木川絵理子
幸の親友。背の高い美人。中学生の頃、ユキと付き合っていた。現在は雄平と付き合っている。
川中 雄平（かわなか ゆうへい）
声：高橋広樹
ユキの親友。朱美と付き合っている。ユキと朱美の過去を知っても一途に朱美を想い続けた。
赤星 栄治（あかほし えいじ）
声：櫻井孝宏
ユキの親友。ユキと共に女の子をナンパして遊んでいたが、ユキを一途に想う幸に惹かれていく。
登場キャラクター中でも容姿も人間性も「かっこいい!」と、多数のファンレターが作者の元に届き、読者人気が最も高かったことが単行本内で明かされている。『君に届け』に登場する黒沼爽子の父方のいとこである。